# Maria Fiore
Maria Fiore (Roma, 1 de octubre de 1935-Roma, 28 de octubre de 2004) fue una actriz de cine y televisión italiana. Apareció en 50 películas entre 1952 y 1999.

## Biografía
Nacida como Iolanda Di Fiori en Roma, a pesar de no tener experiencia como actriz profesional, hizo su debut cinematográfico con un papel principal en la película neorrealista italiana Dos centavos de esperanza de Renato Castellani. Tras el éxito de la película, fue una de las actrices más solicitadas hasta la primera mitad de los años 1960, aunque a menudo le asignaron papeles estereotipados de chicas impulsivas de clase baja.  A partir de la década de 1970 se centró en la televisión, donde consiguió varios papeles principales en algunas series.

## Filmografía
- Dos centavos de esperanza (1952)
- Bellezze in motoscooter (1952)
- Città canora (1952)
- Canzoni di mezzo secolo (1952)
- La domenica della buona gente (1953)
- Scampolo '53 (1953)
- Cento serenate (1954)
- Carosello napoletano (1954)
- Gran varietà (1954)
- Graziella (1954)
- Canzone d'amore (1954)
- Napoli terra d'amore (1954)
- Tempi nostri - Zibaldone n. 2 (1954)
- Bella non piangere (1954)
- Il principe dalla maschera rossa (1955)
- Quando tramonta il sole (1956)
- I pappagalli (1956)
- Malafemmena (1957)
- Serenata a Maria (1957)
- Terrore sulla città (1957)
- Carosello di canzoni (1958)
- È arrivata la parigina (1958)
- Il romanzo di un giovane povero (1958)
- Sorrisi e canzoni (1958)
- Arriva la banda (1959)
- La garçonnière (1960)
- Quanto sei bella Roma (1960)
- Le gladiatrici (1963)
- Se permettete parliamo di donne (1964)
- Un italiano en la Argentina (1964)
- Ercole l'invincibile (1965)
- L'onorata famiglia (1973)
- Prostituzione (1974)
- Il gioco della verità (1974)
- Il giustiziere sfida la città (1975)
- Napoli storia d'amore e di vendetta (1979)
- La tua vita per mio figlio (1980)
- Lo studente (1982)
- Briganti (1983)
- Mamma Ebe (1985)
- Stesso sangue (1988)
- Modì (1990)